# Leopold Kotzmann
Leopold Kotzmann (15. listoadu 1884, Vojkovice nad Svratkou – 1. května 1945, Treffling u Lince) byl rakouský politik z Moravy německé národnosti.

## Život
Kotzmann byl v letech 1934 až 1938 poslancem hornorakouského parlamentu. Byl také obecním tajemníkem v Sandlu a předsedou odborového svazu pro hornorakouské obecní zaměstnance.
V roce 1944 vznikla freistadtská odbojová skupina Nové svobodné Rakousko proti vládě nacionálních socialistů, ke které se připojil. Odbojová skupina byla složena z mnoha politických táborů. Na podzim 1944 byla skupina zrazena a její členové zatčeni gestapem. Byli souzeni u lidového soudu za velezradu. Osm členů skupiny, včetně Kotzmanna, bylo odsouzeno k trestu smrti a zastřeleno 1. května 1945 na vojenském cvičišti v Trefflingu u Lince.  
Kotzmann obdržel pomník na hřbitově sv. Floriána. Byl ženatý a měl tři děti.